# Loiré-sur-Nie
Loiré-sur-Nie är en kommun i departementet Charente-Maritime i regionen Nouvelle-Aquitaine i västra Frankrike. Kommunen ligger  i kantonen Aulnay som ligger i arrondissementet Saint-Jean-d'Angély. År 2022 hade Loiré-sur-Nie 284 invånare.

## Befolkningsutveckling
Antalet invånare i kommunen Loiré-sur-Nie
Referens:INSEE